# Parabuthus villosus
Parabuthus villosus is een schorpioenensoort uit de familie Buthidae die voorkomt in zuidelijk Afrika. Met een lengte tot 18 cm is Parabuthus villosus de grootste soort van de familie.
Het verspreidingsgebied van Parabuthus villosus omvat het westen van Namibië en het noordwesten van de Zuid-Afrikaanse provincie Noord-Kaap.
Parabuthus villosus is een dagactieve soort die zich laat zien tijdens de vroege ochtend en late middag. In de kuststreken van de Namibwoestijn drinkt deze schorpioen gecondenseerde mist van grasstammen om aan vocht te komen. Onder meer muizen en hagedissen worden gegeten door Parabuthus villosus.